# Andreas Bitesnich
Andreas H. Bitesnich (* Vídeň, 1964) je rakouský fotograf a hudebník. Specializuje se na portrétní fotografii, fotografii aktu a cestovatelskou fotografii. Jeho práce se pravidelně objevují v mezinárodních časopisech.

## Život a dílo
Původně pracoval jako obchodník v elektrotechnickém průmyslu. Vášeň k fotografii v něm vzplanula ve chvíli, kdy mu jeho přítel, asistent fotografa, ukázal portfolio svých černobílých fotografií. Nemaje žádné fotografické vzdělání začal se sám učit všechny dostupné fotografické techniky. V roce 1989 se nakonec rozhodl opustit práci prodejce a začal pracovat jako profesionální fotograf.
Své portréty a akty komponuje jako sochy, které zobrazuje většinou černobíle. Při fotografování aktů používá dětský olej, který dá kůži mírný lesk. K jeho rukopisu patří i portréty, ve kterých se zaměřuje na tvář modelu. V roce 2002 portrétoval i Leni Riefenstahlovou. Některé z jeho rad byly v roce 2006 předmětem řady článků v časopisu fotoMagazin. Kromě toho se věnuje také cestovatelské fotografii.
Měl retrospektivní výstavy v Hamburku a ve Vídni. Větší pozornosti veřejnosti se dostalo jeho obrazům na plakátech projektu AIDS-Hilfe Wien.

## Publikace
- Nudes (1998)
- Tension (2000)
- Travel (2001)
- Woman (2001)
- Nudes (2001)
- Woman (2001)
- Travel (2001)
- On Form (2003)
- Woman (2005)
- Polanude (2005
- More Nudes (2007)